# أحمد الناصر الشايع
أحمد بن ناصر بن علي بن شايع بن حمد بن محمد آل موسى الزمامي المسعري الدوسري وُلد في عام 1339هـ / 1921 م في مدينة الزلفي، هو شاعر مخضرم من شعراء النظم والمحاورة. توفي يوم الأحد الثامن من يناير من عام 2017م.

## حياته والشعر
أحمد بن ناصر بن علي بن شايع بن حمد بن محمد الزمامي المسعري الدوسري، نشأ وترعرع في الزلفي طوال حياته، بدأ بكتابة الشعر منذ أن كان عمره 14 سنة، عرف عنه أنه من نجوم شعر المحاورة ولقب بأمير شعراء المحاورة ولعب أول محاوراته في مدينة القريات، ولعب بعد ذلك مع كثير من عمالقة المحاورة في نجد في جيله أمثال عبد الله لويحان وعلي أبو ماجد وناصر بن سرحان الشيباني وعلي القري والبحر وكانت هذه المرحلة الأولى، ومن ثم اجتمع مع شعراء الحجاز أمثال محمد الجبرتي ورشيد الزلامي وصياف الحربي ومطلق الثبيتي ومحمد بن جرشان وعبادل المالكي وخلف بن هذال ومستور العصيمي وفيصل الرياحي وغيرهم الكثير، ومن شعراء الخليج مرشد البذال الرشيدي وصقر النصافي ومفرح الضمني ولعب المحاورة أيضا مع ابنه الأكبر محمد وشعراء محاورة أمثال سلطان الهاجري وحبيب العازمي وسعود الكريزي وسعود الجمعان المطيري وآخرين.
يقول الشاعر عندما سئل عن عدد من قابلهم من الشعراء: (أنا في كل ليلةٍ لي رفيق) على حد تعبيره، وقال أيضا في إحدى مقابلاته عن رؤيته للشاعر سليمان بن شريم للمرة الأولى والوحيدة في حياته وقال أنه رآه في سيارته في إحدى قرى سدير في نجد: (شفته مرةٍ على ظهر لوري الله يرحمه)، أيضا في واحدة من المقابلات التلفزيونية تحدث المذيع عن ما يحدث في ساحة المحاورة من أن بعض الشعراء لا يريد أن يقابل شاعرا آخر بعينه أيًا كان السبب، سوى أنه أقل منه في المستوى الشعري أو التاريخ الفني أو تهميشًا له، وقال الشاعر: (ذبّاح أبوك لو جا تلعب معه)، بقصد أن المحاورة هي للتسلية وليست للتحيز والنرجسية وأنها من إسمها (لعب) وليست مكان للبغض والكره.
توفي في عام 1438/4/10

## تعاونات فنية
قضى قرابة 82 عاما من عمره في مزاولة الشعر، حتى أن بعض الشعراء الذين مروا عليه في ساحة المحاورة أعدوه مدرسة للشعر الشعبي نظما ومحاورة، وكتب كثيرا من القصائد التي غنّيت لاحقا من قبل بعض الفنانين الشعبيين المميزين مثل الفنان سلامة العبد الله والفنان حمد الطيار والفنان خالد عبد الرحمن والفنان عزازي وغيرهم الكثير، مرورا بفناني الخليج أمثال عائشة المرطة وعلي عبد الستار.

## دواوين شعرية
عرف عنه أنه عاشق للبحور والأوزان الشعرية الطويلة التي يُعرف أن أحمد الناصر عشقها وابتكر بعضها مثل المعوشر وغيره، له عدة دواوين صوتية وديوانه النصي الشهير (نسمات الربيع) الذي طبع للمرة الأولى سنة 1384هـ وقام بتقديمه الأستاذ عبد الكريم الجهيمان. والديوان الجديد تحت التنفيذ (ديوان احمد الناصر الشايع).

## الأبناء
- محمد بن احمد الناصر الشايع. شاعر معروف (متوفى)
- فهد بن احمد الناصر الشايع.
- ناصر بن احمد الناصر الشايع .[1]
- عبد الرحمن بن احمد الناصر الشايع المعروف بالشاعر (مجازف)[2]
- عبد العزيز بن أحمد الناصر الشايع. (متوفى)
- عبد الله بن احمد الناصر الشايع.
- شايع بن احمد الناصر الشايع.
- بدر بن احمد الناصر الشايع. (متوفى)
- عبد الرحمن بن احمد الناصر الشايع.
- علي بن احمد الناصر الشايع.

## تكريم
تم تكريمه في أكثر من مناسبة وحصل على جائزة المفتاحة في الريادة بالشعر الشعبي من قِبَل أمير منطقة عسير الأمير خالد الفيصل آنذاك.

## وصلات خارجية
- http://www.adab.com/folk/modules.php?name=Sh3er&doWhat=lsq&shid=669&start=0